# フェニルアラニンヒドロキシラーゼ

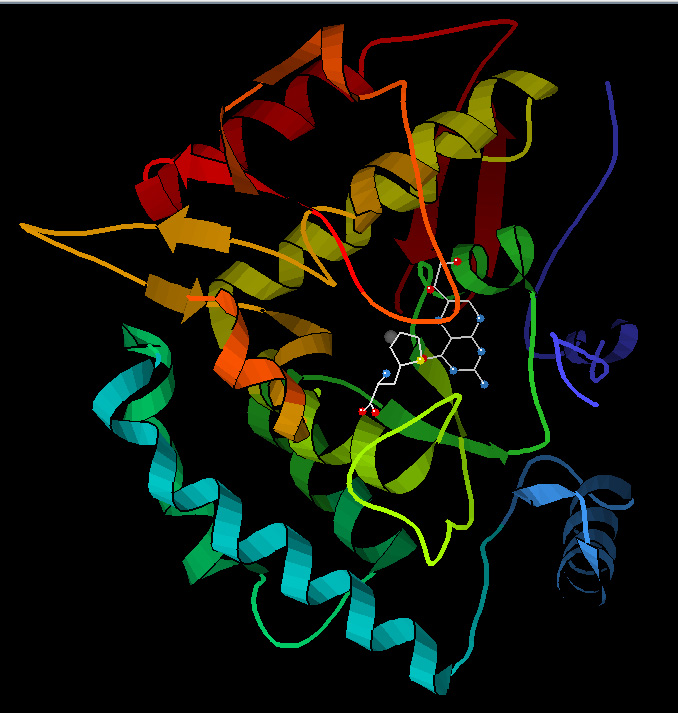
フェニルアラニンヒドロキシラーゼ

フェニルアラニンヒドロキシラーゼ（Phenylalanine hydroxylase、PAH、EC 1.14.16.1）は、フェニルアラニンの芳香環にヒドロキシル基を付加させチロシンを合成する酵素である。別名、フェニルアラニン 4-モノオキシゲナーゼ、フェニルアラニナーゼ、フェニルアラニン 4-ヒドロキシラーゼ。

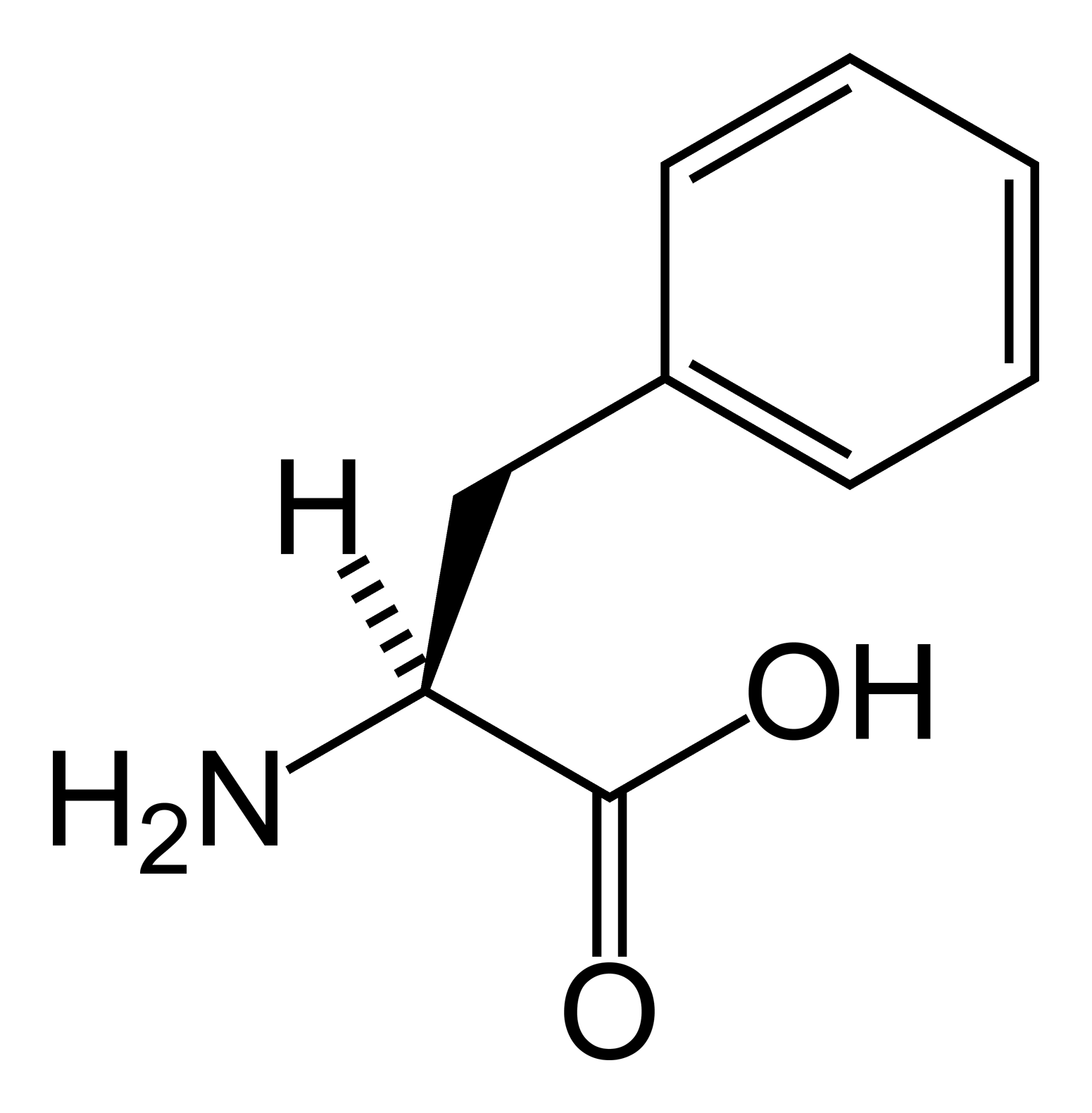
フェニルアラニン
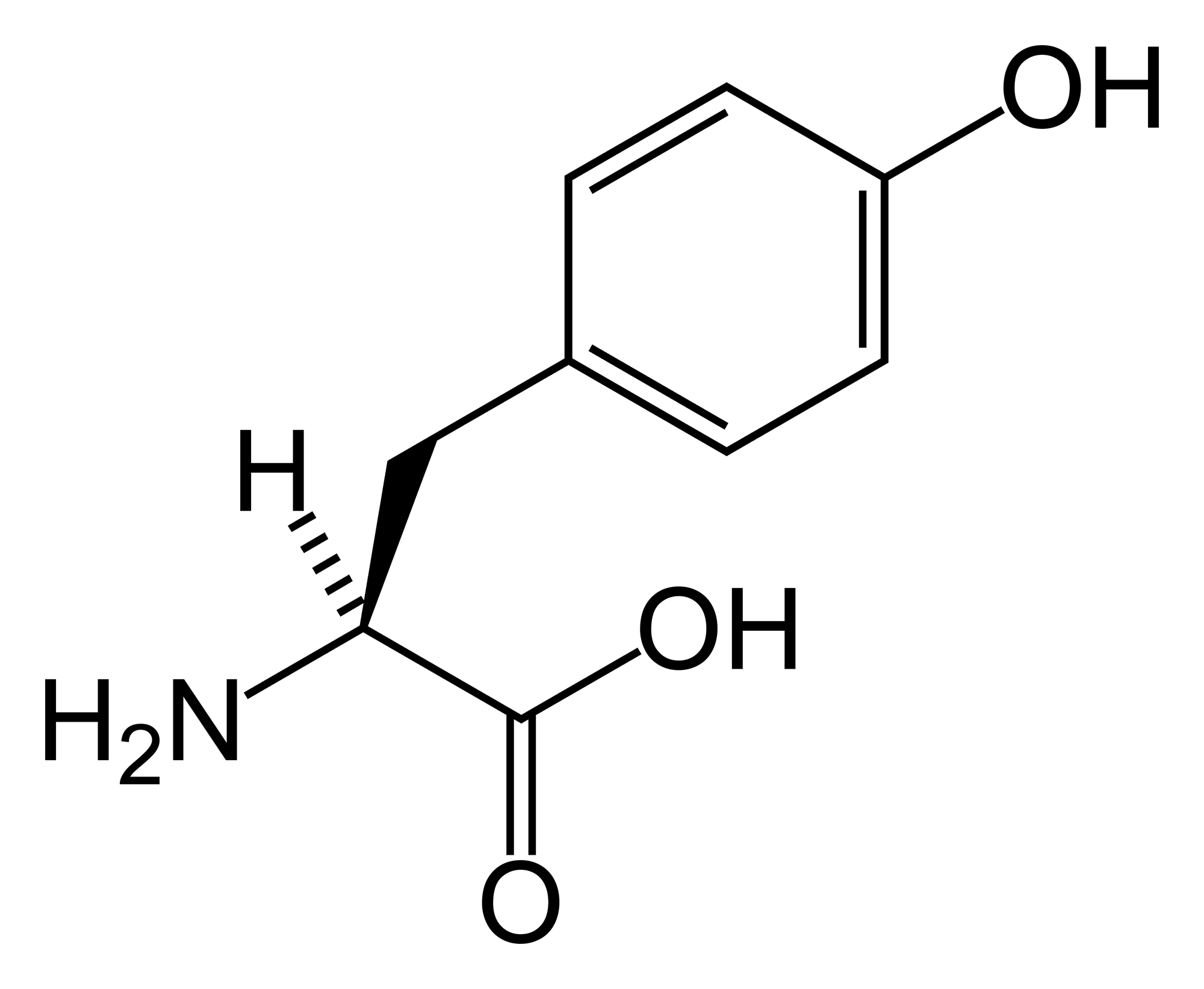
チロシン

フェニルアラニンヒドロキシラーゼは、過剰なフェニルアラニンを変換する代謝経路の律速酵素である。
酵素反応における他の基質は酸素とテトラヒドロビオプテリンである。テトラヒドロビオプテリンはプテリジンのような酸化還元生化学因子として知られる。

## 臨床での重要性
突然変異によるフェニルアラニンヒドロキシラーゼの活性低下はフェニルケトン尿症（PKU）の原因となる。

## 関連する酵素
フェニルアラニンヒドロキシラーゼは次の2種の酵素と密接に関係している。
- トリプトファンヒドロキシラーゼ（EC 1.14.16.4） - 脳と消化器でのセロトニン濃度をコントロール。
- チロシンヒドロキシラーゼ（EC 1.14.16.2） - 脳と副腎髄質でのドーパミンとアドレナリンおよびノルアドレナリンの濃度をコントロール。

3種の酵素は相同であり、同じ古代ヒドロキシラーゼから進化したと考えられている。

## 構造
フェニルアラニンヒドロキシラーゼは4個のサブユニットからなる四量体化合物であるが、4個のサブユニットはすべて同じものである。それぞれのサブユニットは調節ドメイン、触媒ドメイン、そして四量体化ドメインの3個のドメインで構成されている。
- 調節ドメインは約115のアミノ酸から成り、サブユニットのアミノ末端に一番近い。
- 触媒ドメインはその次の約300のアミノ酸から成り、酵素の触媒活性のすべてを担う。
- 四量体化ドメインは残りのアミノ酸によって構成され、コイルドコイルを形成しロイシンジッパーによってホロ酵素の四量体構造を保持している。

フェニルアラニンヒドロキシラーゼは触媒活性に必要なサブユニットごとに鉄原子が1個ずつ含まれている。